# 阿皮尔-辛
阿皮尔—辛（约公元前1830年—约公元前1813年在位）（英語：Apil-Sin）巴比伦第一王朝第四位国王。在他长达十八年的统治当中，从未发现战争的记录。他在维护好城市的防御性城墙的同时，他不断地扩大着城市的运河灌溉网络与水路交通。